# Gunnar Bolin (formgivare)
Gunnar Bolin, född 21 september 1919 i Anderstorps församling, död 17 december 2010 i Anderstorp, var en svensk formgivare.
I stället för att ta över familjens jordbruk valde Bolin en bana som formgivare och startade eget metallgjuteri.   Bland hans mest kända möbler märks hatt- och skohyllorna "Nostalgi" och "Classic".